# Przybiernów
Przybiernów (niem. Pribbernow) – wieś w Polsce położona w województwie zachodniopomorskim, w powiecie goleniowskim, w gminie Przybiernów.
Miejscowość jest siedzibą gminy Przybiernów.
We wsi kościół z XVII w. z drewnianą wieżą barokową z XVIII w. otoczony murem. W południowej części wsi zrekonstruowany wiatrak-koźlak z 1837. W czasie walk o Przybiernów toczonych  w 1945 roku przez 3 Pułk Piechoty Wojska Polskiego z armią niemiecką poległ kpt. Władysław Górski.
W latach 1954-1972 wieś była siedzibą gromady Przybiernów. W latach 1975–1998 miejscowość administracyjnie należała do województwa szczecińskiego.
Zobacz też: Przybiernowo, Przybiernówko